# Thủy điện Nậm Xây Nọi
Thủy điện Nậm Xây Nọi là thủy điện xây dựng trên dòng Nậm Xây Nọi tại vùng đất bản Nậm Ban xã Nậm Xây và Nậm Xé, huyện Văn Bàn tỉnh Lào Cai, Việt Nam.
Thủy điện Nậm Xây Nọi có công suất lắp máy 12 MW với 2 tổ máy, khởi công năm 2015, hoàn thành quý 4 năm 2017 .
Thủy điện Nậm Xây Nọi đã từng khởi công hồi năm 2009, nhưng vì nhiều lý do đầu tư nên tháng 8/2015 UBND tỉnh Lào Cai đã từng thu hồi giấy phép . Năm 2016 giấy phép được cấp lại cho Nậm Xây Nọi 2 .

## Nậm Xây Nọi
Nậm Xây Nọi là dòng suối phụ lưu của Nậm Xây Luông, chảy ở vùng đất xã Nậm Xây và Nậm Xé, huyện Văn Bàn. Nố đổ vào Nậm Xây Luông ở xã Nậm Xây và từ đó đổ vào sông Minh Lương .